# Dämon Weib (1926)
Dämon Weib (auch Totentanz der Liebe) (Originaltitel: The Temptress) ist ein US-amerikanischer Stummfilm mit Greta Garbo unter der Regie von Fred Niblo aus dem Jahr 1926.

## Handlung
Während eines Maskenballs lernt Elena, eine attraktive junge Frau, Robledo, einen Ingenieur aus Argentinien kennen und verliebt sich in ihn. Sie macht ihm vor, ungebunden zu sein und beginnt eine Beziehung mit ihm.  Als Robledo später seinen Freund, den Marquis de Torre Bianca besucht, stellt sich heraus, dass Elena dessen Ehefrau ist. Robledo versucht entsetzt, sich von Elena zu lösen, gerät aber immer wieder in ihren Bann.
Fontenoy, ein Bankier gibt ein Bankett, zu dem auch Elena, ihr Mann und Robledo eingeladen sind. Am Ende des Festes vergiftet sich Fontenoy vor aller Augen, nachdem er Elena beschuldigt hat, ihn in den Ruin getrieben zu haben. Durch den Tod des Bankiers wird auch Elenas Mann, der finanziell von Fontenoy abhängig war, ruiniert. Robledo kehrt nach Argentinien zurück, wo er einen Staudamm baut.
Elena und ihr Ehemann folgen Robledo drei Jahre später nach Südamerika und bald entflammt die alte Liebe wieder. Auch andere Männer buhlen um Elenas Gunst. Zwei Freunde Robledos geraten ihretwegen in Streit, was für den einen tödlich endet. Auch der Bandit Manos Duras ist von der schönen Frau hingerissen und versucht, sie für sich zu gewinnen. Es kommt zum Duell zwischen Duras und Robledo. Duras unterliegt und schießt aus Rache auf Robledo, trifft aber versehentlich Elenas Ehemann. Duras sprengt den Staudamm in die Luft, was viele Menschenleben kostet. Beim Versuch, die Flutwelle zu stoppen, ertrinkt auch Robledo beinahe. Wütend kehrt er zu Elena zurück, um ihr mitzuteilen, dass er nun endgültig mit ihr brechen will, lässt sich aber dann erneut von ihr umstimmen und verführen. Elena sieht ein, dass Robledo mit ihr nie glücklich werden kann und verlässt ihn am Morgen darauf, als er noch schläft und kehrt nach Paris zurück. Robledo stellt den Staudamm fertig.
Sieben Jahre später kehrt er nach Paris zurück. Er hat sich in der Zwischenzeit verlobt. Als er ein Taxi besteigt, erkennt er auf dem Gehsteig Elena. Er folgt ihr in ein Bistro. Sie ist heruntergekommen und betrunken und scheint Robledo nicht mehr zu erkennen. Sie wünscht sich, dass er ihr einen Drink bezahlt. Bedrückt geht Robledo seines Weges.
In einer alternativen Version, treffen sich Elena und Robledo wieder und werden zusammen glücklich.

## Hintergrund
Der Film entstand nach dem Roman La Tierra de Todos von Vicente Blasco Ibáñez. Er ist die einzige gemeinsame Arbeit Garbos mit ihrem Mentor Mauritz Stiller in den USA, der jedoch nach einigen Wochen durch Fred Niblo ersetzt wurde und nicht im Filmvorspann erwähnt wird.
Die Dreharbeiten zu Dämon Weib, besser bekannt unter dem Titel Totentanz der Liebe, waren ein Wendepunkt sowohl in der Karriere von Greta Garbo als auch in der von Mauritz Stiller. Nachdem Garbo mit der Verfilmung einer anderen Ibañez-Geschichte Fluten der Leidenschaft kurz vorher die meisten Kritiker mit ihrer intensiven Darstellung überrascht hatte, setzte das Studio die Schauspielerin erneut als südamerikanischen Vamp ein, der die Männer reihenweise zerstört. Gleichzeitig sollte die Regie von Mauritz Stiller übernommen werden, der seit seiner Ankunft in Hollywood praktisch ohne Beschäftigung war.
Die Dreharbeiten verliefen chaotisch. Stiller, der nur in Ansätzen Englisch konnte, war nicht in der Lage, sich an die unterschiedlichen Produktionsmethoden in Amerika zu gewöhnen. War er in Europa als Regisseur der unangefochtene Herr über den Set, musste er sich bei MGM den Wünschen des ausführenden Produzenten Irving Thalberg beugen. Die teilweise exzessiven Wiederholungen einzelner Szenen und die mit großem Aufwand vorgenommene Ausstattung der Sets führten dazu, dass die Kosten explodierten und die Dreharbeiten gleichzeitig völlig hinter dem Plan zurückblieben. Schließlich wurde Stiller entlassen und durch Fred Niblo ersetzt, der den Film nach insgesamt 83 Drehtagen zu Ende brachte. Das von Stiller gedrehte Material gilt als verschollen.
Für Greta Garbo waren die Dreharbeiten eine seelische Tortur. Vier Tage nach Drehbeginn erhielt sie die Nachricht vom Tod ihrer Schwester Alva, die in Schweden kurz vor dem Durchbruch als Schauspielerin an Schwindsucht gestorben war. Als auch noch Stiller die Regie entzogen wurde, verschlechterte sich ihr Zustand und sie gestand Vertrauten, die folgenden Wochen wie in Trance durchgestanden zu haben.

## Kinoauswertung
Die Uraufführung des Films war am 10. Oktober 1926.
Die Produktionskosten lagen mit 693.000 US-Dollar deutlich über dem Durchschnitt für eine MGM-Produktion. Die Einspielergebnisse von 587.000 US-Dollar in den USA und 378.000 US-Dollar weltweit bedeuteten ein kumuliertes Gesamtergebnis von 965.000 US-Dollar. Allerdings hatte das Studio am Ende einen Verlust von 43.000 US-Dollar zu verbuchen.

## Kritik
Die meisten Kritiker lobten Greta Garbo. Mordaunt Hall führte in seiner Kritik vom 11. Oktober 1926 in der New York Times aus:

„Greta Garbo, die talentierte schwedische Schauspielerin gewinnt mit ihrem Auftritt neue Anerkennung (…) Miss Garbo ist nicht nur überraschend gut für die Rolle geeignet, sie schafft es auch, mit nur minimalem Aufwand und ungewöhnlicher Zurückhaltung in ihren Gesten jede Szene, in der sie auftritt, in etwas Besonderes zu verwandeln. Sie ist attraktiv und hat eine schlanke Erscheinung und gibt einen ungewöhnlich intensiven Eindruck von Elenas Herzlosigkeit.“